# Alchemilla subcrenata
Alchemilla subcrenata es una especie de planta del género Alchemilla, perteneciente a la familia Rosaceae.

## Taxonomía
Alchemilla subcrenata fue descrita por Robert Buser en 1893.

## Distribución
Se encuentra en el territorio de Europa hasta el sur de Siberia.